# سیارک ۷۸۹۰۵
سیارک ۷۸۹۰۵ (به انگلیسی: 78905 Seanokeefe، نامگذاری:2003SK85) هفتاد و هشت هزار و نهصد و پنجمین سیارک کشف شده‌است که در ۱۶ سپتامبر ۲۰۰۳ کشف شد.